# Nélson Lenho
Nélson Ricardo Cerqueira Rodrigues Lenho, noto semplicemente come Nélson Lenho (Viana do Castelo, 22 marzo 1984), è un ex calciatore portoghese, di ruolo difensore.

## Caratteristiche tecniche
Giocava come terzino sinistro.

## Carriera
Ha esordito in Primeira Liga il 23 agosto 2009 disputando con il Leixões l'incontro perso 1-0 contro il Marítimo.

## Palmarès
- Segunda Divisão: 1

Freamunde: 2006-2007
- Segunda Liga: 1

Belenenses: 2012-2013
- Coppa del Portogallo: 1

Desportivo Aves: 2017-2018